# Паракар
Паракар (арм. Փարաքար) — село в Армавирской области Армении.

## География
Село расположено на трассе Ереван — Армавир, в 9 км к востоку от города Вагаршапат, в 3 км к югу от села Мердзаван, в 3 км юго-западнее села Ахтанак, в 4 км к западу от села Аргаванд соседней Араратской области, за 2 км северо-восточнее села Мусалер и в 3 км восточнее села Птхунк. В селе расположена развилка на главный аэропорт страны — Звартноц, который расположен в 2 км южнее села. В состав деревни также входит соседнее село Таиров.

## История
Во время раскопок на холме в 1,5 км к северу от села Паракар были обнаружены руины башни-мехяна, у входа в которую были обнаружены фрагменты арамейской надписи, что доказывает, что она была построена Арташесом I в 189–161 до н.э.

## Экономика
Пахотные земли (115 га), фруктовые сады (42 га) и виноградники (91 га) занимают большую долю в сельскохозяйственных угодьях. Государственные земли (14 га) в основном используются под пашню.
В селе занимаются садоводством, виноградарством, полевыми работами, выращиванием овощей, птицеводством, животноводством. Жители села выращивают кормовые культуры.
В селе также есть развитая промышленность. Здесь есть предприятия пищевой промышленности, винодельческий завод. Имеет производство пластиковой тары, мебельную фабрику, производство базальта и песка.